# Resolução 157 do Conselho de Segurança das Nações Unidas
Resolução 157 do Conselho de Segurança das Nações Unidas, foi aprovada em 14 setembro de 1960, depois de uma discussão sobre a liderança na Crise do Congo à falta de unanimidade dos seus membros permanentes e, portanto, impedido de exercer sua responsabilidade primária pela manutenção da paz e da segurança internacional, o Conselho decidiu convocar uma sessão especial de emergência da Assembleia Geral para as recomendações adequadas.
Foi aprovada com 8 votos e 2 contra da Polônia e da União Soviética e uma abstenção da França.